# Kickapoo Site 6
Kickapoo Site 6 es un lugar designado por el censo ubicado en el condado de Brown en el estado estadounidense de Kansas. En el año 2010 tenía una población de 15 habitantes.

## Geografía
Kickapoo Site 6 se encuentra ubicado en las coordenadas 39°41′43.85″N 95°41′23.29″O / 39.6955139, -95.6898028 (39.695515° 	-95.689802°).